# トーマス (きかんしゃトーマス)
トーマス (英語: Thomas the Tank Engine) は、イギリスの幼児向け絵本『汽車のえほん』、またその映像化作品『きかんしゃトーマス』に登場する機関車および映像化作品の主人公である小型のタンク式蒸気機関車（タンク機関車）。

## 概要
ウィルバート・オードリー原作の絵本『汽車のえほん』とその映像化作品『きかんしゃトーマス』に登場する蒸気機関車であり、映像化作品においては主役の立ち位置にある。
原作の絵本は群像劇に近く、全体を通した主人公と呼べるキャラはおらず、トーマス自身も第2巻から登場する上、ウィルバート・オードリーの執筆分だけでも1/3近くの巻では出番がない。
テレビシリーズ（TV版）『きかんしゃトーマス』の企画を立ち上げたブリット・オールクロフトは、トーマスを主役にした理由として原作絵本においてもトーマスの車体番号が1であったことを挙げている。

## 誕生の経緯
1942年、ウィルバート・オードリーは自作のエドワードと貨車と客車の木製玩具を息子のクリストファーにプレゼントする。それを手にとったクリストファーは大変喜び、ゴードンの玩具も欲しいとウィルバートにせがんだ。ところが木材加工を得意とするウィルバートであっても大型機関車であるゴードンの制作は難しかった。その代わりとして車輪配置 0-6-0の蒸気機関車の玩具を制作し、クリストファーへのクリスマスプレゼントした。クリストファーはプレゼントに喜び、その木製の機関車に「トーマス」と命名した。これがトーマスの誕生であった。
木製「トーマス」のボディ側面には「NW」という文字と車体番号として数字の“1”が描かれた。「NW」は「No Where」の略、つまり鉄道無所属の意であった。側面の数字を1にした理由として、ウィルバートは自身が絵を描いた経験があまりなく、容易に書くことができるのが「1」だったためだと語っている。

## モデル

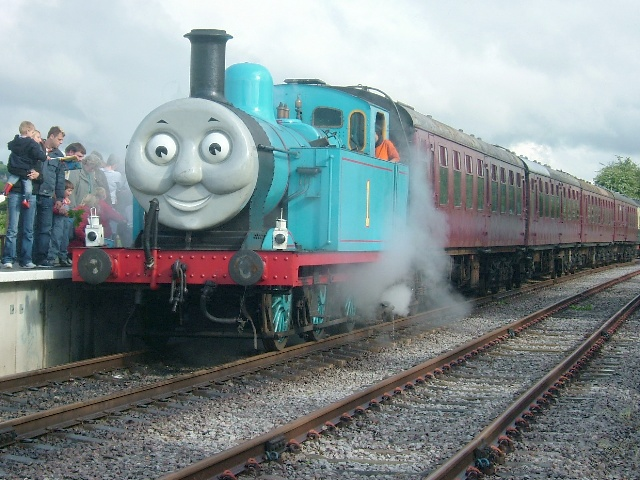
トーマス （レプリカ）が走るエイヴォン・ヴァレー鉄道

先述のとおりトーマスは、モデルのないタンク機関車の玩具にすぎなかったが、クリストファーの頼みで『汽車のえほん』第2巻にトーマスを登場させることとなった。挿絵担当となったレジナルド・ペインは所持していた蒸気機関車の写真から、ロンドン・ブライトン・アンド・サウス・コースト鉄道(LB&SCR) で使用されたサイドタンク式の蒸気機関車E2形をトーマスのモデルとして選択した。第2巻の挿絵は神経衰弱を患ったペインの降板に伴い、第3巻以降を担当するレジナルド・ダルビーによって重版の際描きなおされたが、ビジュアルはE2形に基づいたデザインのままとなった。
E2形は、1913年6月から1914年1月の1年間の間に5両（100〜104号機）が製造された。その後、水の積載量を多くするためにタンクが改良され、1915年6月から1916年10月の間にさらに5両（105〜109号機）が製造された。実際にトーマスのモデルとなったのは、タンク改良後の形式である。駅構内、操車場や港、造船所などの入れ替え作業用機関車として活躍していたが、鉄道近代化の煽りで1950年代に入るとディーゼル機関車の07形に業務を徐々に移管することとなり、1963年までにはすべて廃車となった。英国では、鉄道近代化の煽りで一度は廃車になるも、保存活動によりオーバーホールを経て動態保存となった蒸気機関車も少なくなかったが、E2形は1台も保存されずに終わった。
また資料によっては、トーマスのモデルとして、LB&SCR A1形蒸気機関車など、E2形と比べ主なパーツの設置箇所や車軸配置がほぼ同一の形式が断定的に挙げられるが、これは誤りである。なお、トーマスおよびそのモデルとされたE2形とも3列の車輪を連結するロッドはあっても蒸気の動力をこれらの動輪に伝えるシリンダーがないように見えるのは、車輪の内側にシリンダーが収められているためである。

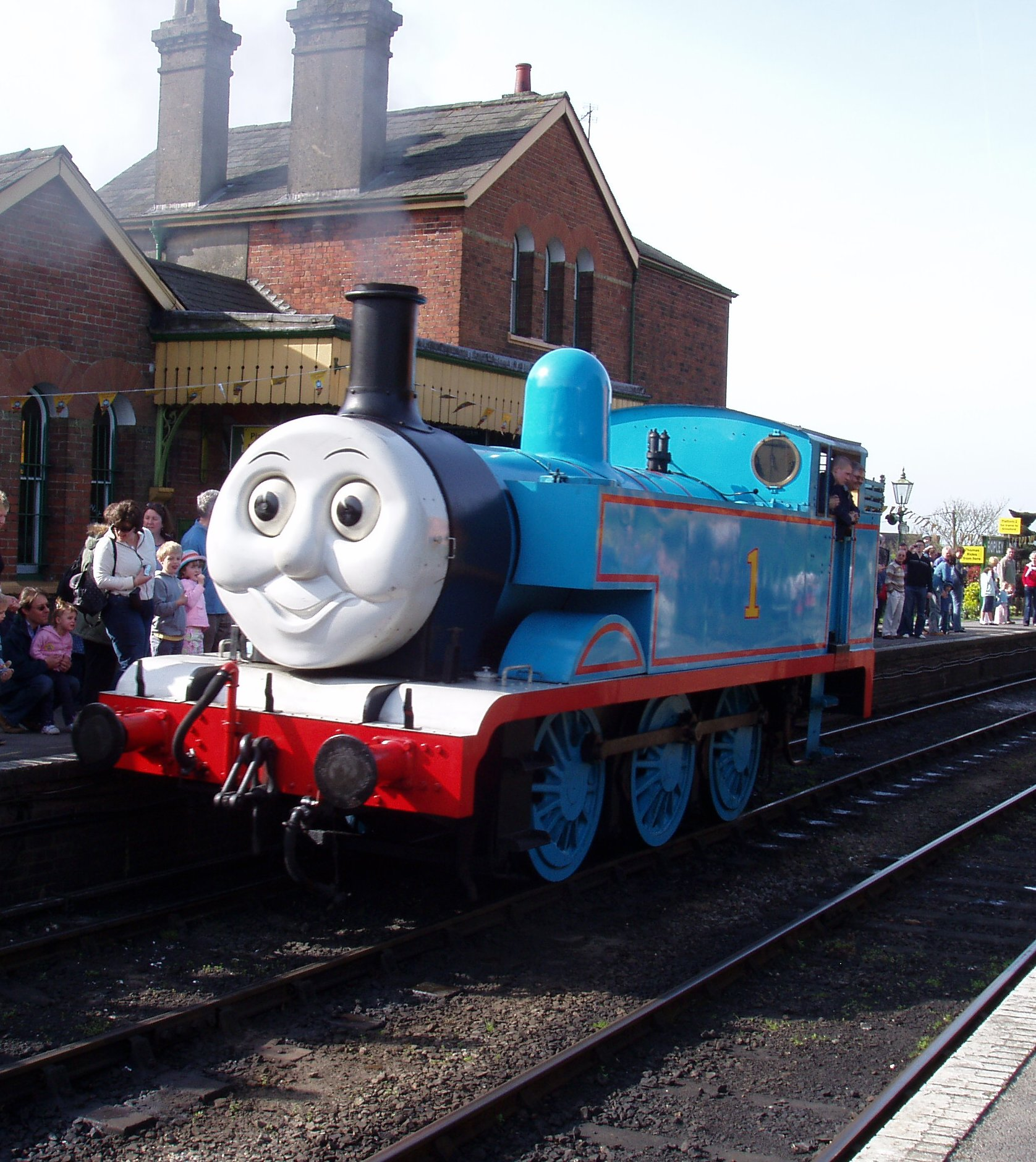
トーマス、ウォータークレス線のロプリー駅で停車中

## 性格
『きかんしゃトーマス』の最初の4シリーズは一部を除き『汽車のえほん』の物語を原作としているため、原作、TV版では共通の性格を持っていたが、TV版オリジナルのストーリーで展開されるようになってから原作とは少し異なる性格になっていった。
基本的には役に立つ機関車になるために仕事熱心だが気が強く、いたずら好きで生意気なお調子者。少しあわてんぼうな面があり、それが災いしソドー島に来て間もない頃はトラブルを起こしてしまうことも度々あった。日本語版における一人称は主に「僕」、二人称は「君」。
原作およびTV版第1期 - 第2期では特に生意気な面が強かったが、第3期以降は徐々にそれらの面は鳴りを潜め、シリーズを重ねるにつれて成長していく設定になったことで、過去の失敗から「人の頼りになる、役に立つ機関車」を目指してさらに仕事熱心で賢くなっていくなど真面目な性格に変わっていく。仲間を助けたりパーシーなどに言葉を教えるなど根は親切なところも見せ、近年のシリーズでは以前と比べると落ち着きが出ている。ただ、『探せ!!謎の海賊船と失われた宝物』を中心に、ときおりいたずらや言い訳を繰り返す場面も見られる。
原作第4巻およびTV版第1期第12話『トーマスとさかなつり』では給水塔の故障により川から水を汲んだ際、偶然タンク内に魚が入り込んでしまい不具合が出たことから、魚が嫌いとされる。また、除雪機も窮屈で古臭いとの理由で一度壊したことがある。TV版ではその後も除雪機をつけて仕事に出る度に事故などが起きてしまうこともしばしばあった。のちに第17期第22話『トーマスとゆきかき』で克服した。2Dシリーズでは最初から除雪機を好んで装着している。
タンク機関車であるトーマスは体が小さいことを大変気にしており、初期の頃からテンダー式蒸気機関車のヘンリー、ゴードンにチビ呼ばわりされ、またクランキーやハンクにも「小さい」と言われ憤慨する場面もある。

## ビジュアル
先述のとおりロンドン・ブライトン・アンド・サウス・コースト鉄道E2形がモデルとされるが、『汽車のえほん』および『きかんしゃトーマス』に登場するビジュアルはモデル機を大きくデフォルメしたものとなっている。『汽車のえほん』においては挿絵画家によってボディや顔のデザインが若干異なる。TV版では人形劇版とCGシリーズ版で顔のデザインは少し異なるがボディのデザインは概ね同様である。また、TV版においては眉毛が三角形となっており、人形劇製作の頃はシリーズを重ねるごとに眉毛が太くなっていた。
2015年公開の長編『きかんしゃトーマス トーマスのはじめて物語』では、ブライトンで働いていた際の姿が描かれ、元々は濃緑のカラーリングで、タンク側面に所属鉄道名のペイントが施されていたことが確認できる。

## 原作での設定

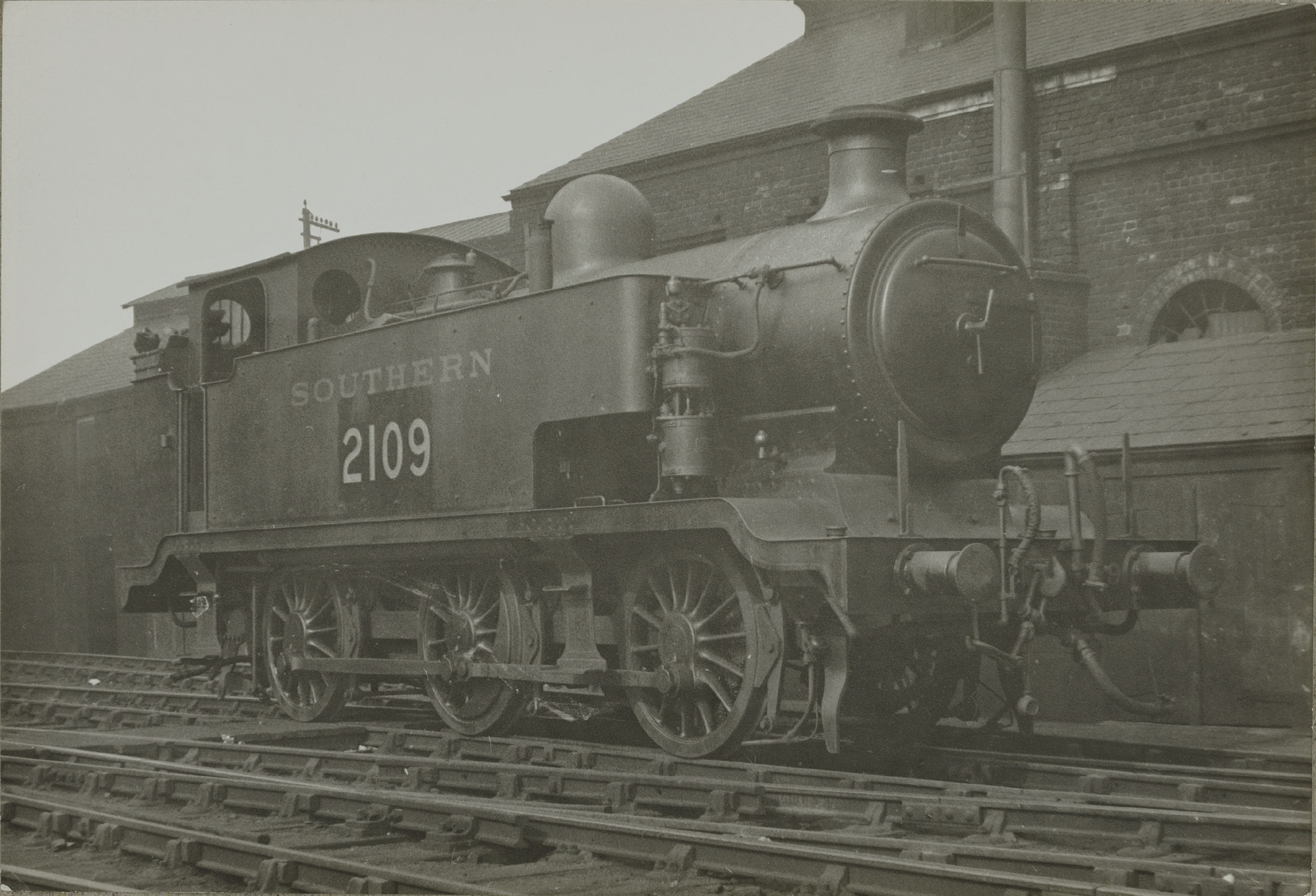
サザン鉄道編入後のE2型。トーマスのモデルとなった

トーマスは1915年頃にロンドン・ブライトン・アンド・サウス・コースト鉄道のE2形として製造された。同年、第一次大戦中の混乱による手違いでソドー島に送られてしまう。
トーマスの機関士と機関助手はそれぞれ島の女性と結婚して、この地で生きていく事を決意。さらにトップハム・ハット卿が、ロンドン・ブライトン・アンド・サウス・コースト鉄道がトーマスを「戦時中に失われたもの」として処理していたことを突き止めた。帳簿の書き換えによる混乱を避ける為に、同鉄道は機関車を少額で売却し、ソドー島を走るノース・ウェスタン鉄道へ移籍となる。それに伴い、トーマスは改造を受け、現在の形状となった。

## 運用

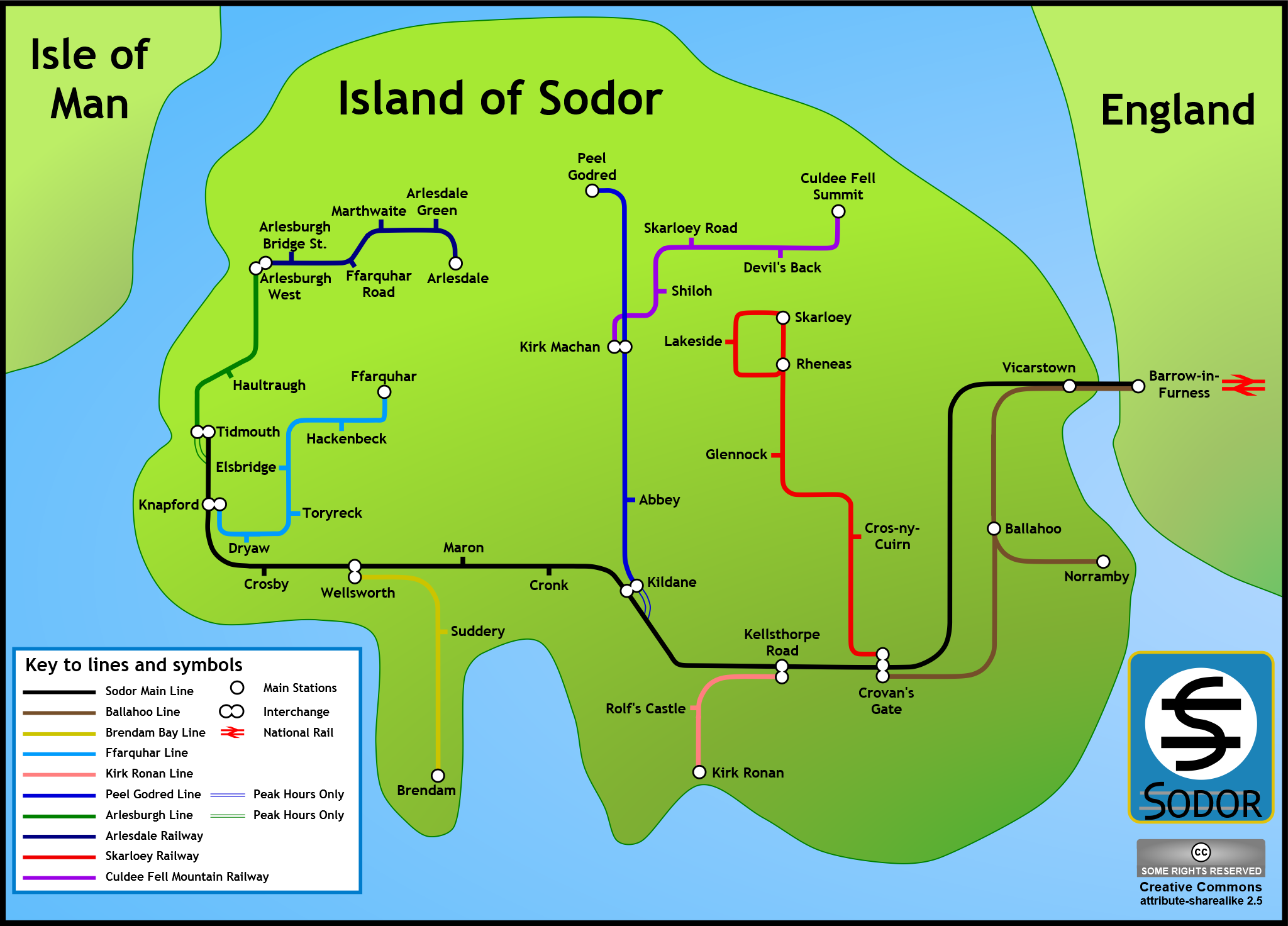
島の西部に水色で表されているファーカー線がいわゆるトーマスの支線

当初はターミナル駅での客車・貨車の構内入換や、重量列車の発車補助をしていた。ある時エドワードの貨車を牽かせてもらった際、貨車たちの悪戯で下り坂で暴走。その後は貨車の勉強のためにウェルズワース駅で貨車の入換作業を担当することになる。
まもなく発生したジェームスの脱線事故の救援活動に尽力してからは、ナップフォード駅からファーカー駅を繋ぐ支線（ファーカー線）での運行を任されている。専用客車のアニーとクララベルとともに、同支線の旅客を主な担当としながら現在に至る。
一時期は古い機関車（コーヒーポット）に代わり、終点ファーカー駅と採石会社を結ぶ併用軌道区間を走行していた。牛除け板を装着していないトーマスの走行に対する安全性が指摘されてからは、新たに路面機関車のトビーやメイビスが区間に招かれ担当している。また貨物担当のパーシーやディーゼル気動車のデイジーを支線に迎え入れ、共に支線を走っている。
TV版では程なくして支線専用での運行は行わなくなるが、その後もファーカー線での運用は継続。第2期のナレーションでは長年支線を走っていると言及されている。間合い運用で、夜行郵便列車などの本線の小編成の運用に就くこともある。第9期ではトップハム・ハット卿から自分専用の緑の貨車をもらう。

## 映像作品での主な主役回
| シーズン | 話数   | サブタイトル                         | 備考 |
| -------- | ------ | ------------------------------------ | --- |
| 第1期    | 第1話  | トーマスとゴードン                   | 第一声は「起きろよ怠け者！」。この言動がゴードンの怒りを買って仕返しされた。 |
| 第1期    | 第5話  | トーマスのしっぱい                   | ヘンリーに変わって初めて大型客車を牽引するトーマスだが、連結器が外れ、途中まで客車を引かずに走ってしまう。 話の最後には休んでいたはずのヘンリーとジェームスに揶揄われる羽目になった。 |
| 第1期    | 第6話  | トーマスのさいなん                   | 貨車に初めていたずらされ、駅をオーバーランしてしまうが車止めによってなんとか停止、その後トップハム・ハット卿にエドワードみたいに貨車の勉強をするように勧められる。 |
| 第1期    | 第7話  | ジェームスのだっせん                 | 事故にあったジェームスの救助に向かい、ハット卿に専用のアニーとクララベルと言う2両の客車が与えられ、支線を任される。 これ以降は客車のアニーとクララベルと一緒に働く場面が多い。 |
| 第1期    | 第11話 | とりのこされたしゃしょう             | 不調で遅れたヘンリーに怒鳴りつけるなど非常に時間にシビアな面が垣間見える。 |
| 第1期    | 第12話 | トーマスとさかなつり                 | 魚がボイラーに生きたまま入って暴れたため、多方面の意味で魚が嫌いとなる。 |
| 第1期    | 第13話 | トラクターのテレンス                 | この時点で雪かきを好んでいないことが分かる（窮屈で重たいため）。 |
| 第1期    | 第14話 | トーマスとバーティーのきょうそう     | 原作者がソドー島の路線図を考えるきっかけとなった。この競争はトーマスが勝った。 |
| 第1期    | 第22話 | トーマスとけいさつかん               | この回よりファークアー線の専属運用を行わなくなる。 |
| 第1期    | 第24話 | トーマスのクリスマス・パーティー     | キンドリー婦人へクリスマスのプレゼントを提案する。 |
| 第1期    | 第26話 | あなにおちたトーマス                 | 実際に起きた事故に基づいており、本物は200ｍの穴に落ちている（この前の話ではゴードンが沼にはまっており、ゴードンを揶揄っていたトーマスも同じような目に遭うこととなるがこれ以降トーマスはゴードンと友達になる。また、穴に落ちる際にトーマスの機関士が「おぉーっ！戻れぇ！トーマスぅ!!」と大声で叫ぶ場面も見られた）。 |
| 第2期    | 第36話 | こわれたブレーキ                     | 具合が悪いため修理工場で修理される。 |
| 第2期    | 第41話 | おくれるのもわるくない               | 本線の陸橋が修理されているため、遅れたヘンリー、ジェームスに腹を立てていた。又、これにより遅れたトーマスにバーティは腹を立てたが最後はバーティと仲直りした。 |
| 第2期    | 第44話 | トーマスあさごはんにおじゃま         | 駅長の家に激突し、修理工場行きを余儀なくされる。その後トーマスの機関士、機関助手は口を効かなくなった。 |
| 第2期    | 第52話 | きかんしゃたちのクリスマス・キャロル | ツリーを運ぶ最中雪の吹き溜まりに立住した挙句雪崩に巻き込まれてしまう。 |

## 日本のイベントにおける運用

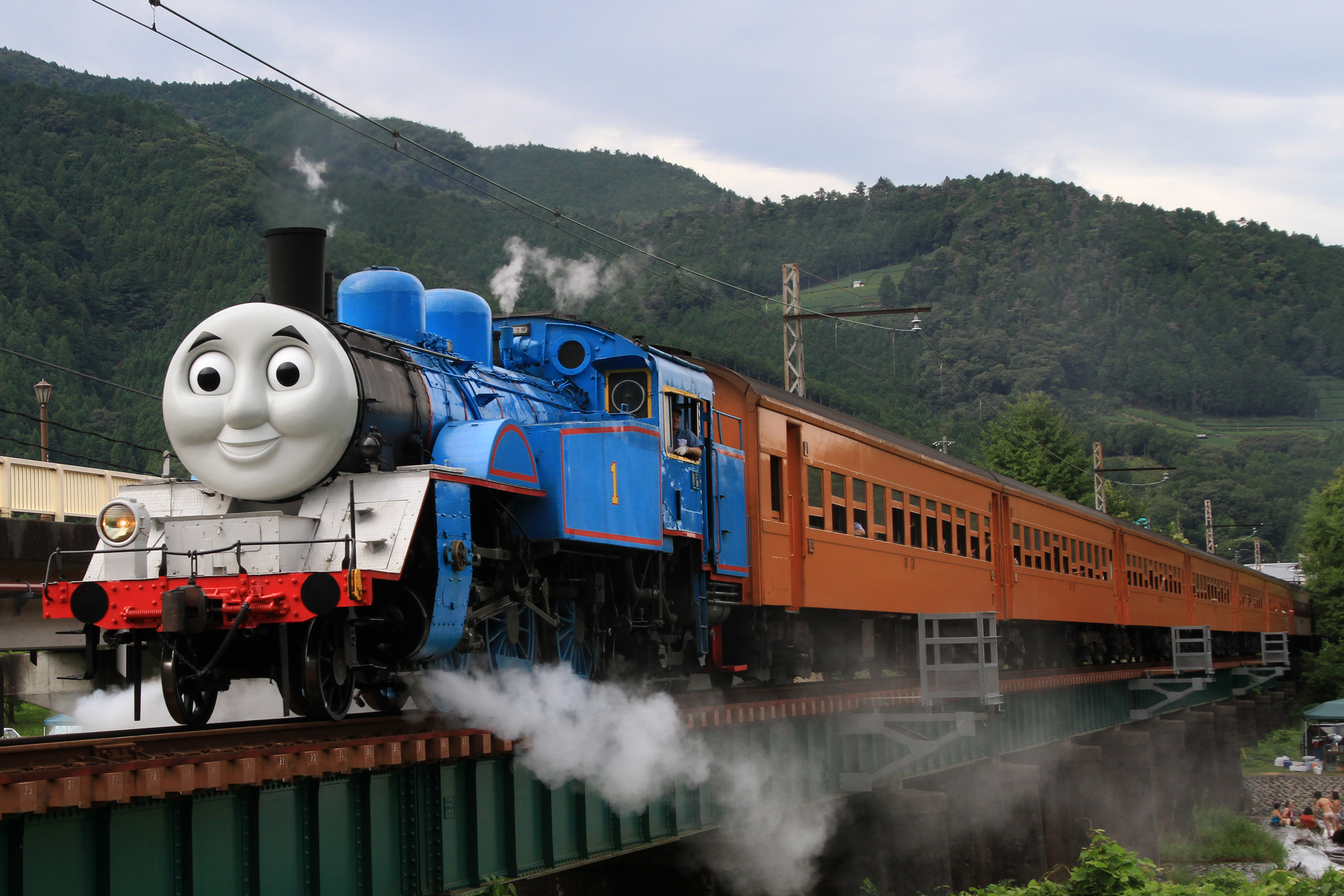
大井川鐵道

日本では大井川鐵道が保有するC11形227号機が定期的にトーマスのデザインとなる。E2形の特徴である第1動輪のタイヤハウスをイミテーションとして付けている。

## 声優

### 模型・3DCGアニメシリーズ
- 英国版 - エドワード・グレン（長編第1作）→ベン・スモール（長編第4作 - 第18期）[注 8] → ジョン・ハスラー（長編第10作 - 17作）[注 9]
- 北米版 - エドワード・グレン（長編第1作）→マーティン・シャーマン（長編第4作 - 第18期）→ジョセフ・メイ（長編第10作 - 第24期）[注 10]
- 日本版 - 戸田恵子（第1 - 8期）→比嘉久美子（長編第2 - 17作）

### 2Dアニメシリーズ
- 英国版 - アーロン・バラシ（ - 第2期）→ショーン・ジェメット（The Great Bubbly Build、第3期 - ）
- 北米版 - ミーシャ・コントレラス（ - 第2期第36話）→デイヴィッド・コールスミス→カイ・ハリス（第2期第51話 - ）
- 日本版 - 田中美海

### その他
- 英国放送協会（BBC）のチャリティー企画『The Official BBC Children in Need Medley』において、英国を中心とした人気キャラクターと歌唱した際は、初代ナレーターであるリンゴ・スターがトーマスの歌声を担当した。
- 非公式ではあるが、『ロボット・チキン』第6期第9話に登場した際はダニエル・ラドクリフがトーマスの声を担当した。